# العلاقات الدولية منذ عام 1989

بانوراما مكونة من أربعة أجزاء لمنطقة بودونغ، شنغهاي، الصين.

تغطي العلاقات الدولية منذ عام 1989 الاتجاهات الرئيسية في الشؤون العالمية منذ نهاية الحرب الباردة.

## الاتجاهات
تميز القرن الحادي والعشرين بالعولمة الاقتصادية المتزايدة والتكامل، مع ما يترتب على ذلك من مخاطر متزايدة على الاقتصادات المترابطة، كما يتضح من الركود الاقتصادي في أواخر عام 2000 وأوائل عام 2010. شهدت هذه الفترة أيضًا توسعًا في مجال الاتصالات مع ظهور الهواتف المحمولة والإنترنت، مما تسبب في تغييرات مجتمعية أساسية في الأعمال، والسياسة، وكيفية تواصل الأفراد على أساس المصالح المشتركة والسعي للحصول على المعلومات.
ارتفعت المنافسة في جميع أنحاء العالم على الموارد بسبب النمو السكاني والتصنيع، وخاصة في الهند والصين والبرازيل. تساهم الطلبات المتزايدة في زيادة التدهور البيئي والاحتباس العالمي.
تصاعدت التوترات الدولية فيما يتعلق بجهود بعض الدول النووية لحث كوريا الشمالية على التخلي عن أسلحتها النووية، ومنع إيران من تطوير أسلحة نووية.
أصبحت جائحة فيروس كورونا أول جائحة في القرن الحادي والعشرين تعطل التجارة العالمية بشكل كبير وتسبب ركودًا في الاقتصاد العالمي في عام 2020.

### تسعينيات القرن العشرين
شهدت تسعينيات القرن العشرين تقدمًا هائلاً في التكنولوجيا مع ظهور الشبكة العنكبوتية العالمية. تضمن ذلك مزيج من العوامل مثل استمرار الحراك الجماهيري لأسواق رأس المال من خلال النيوليبرالية، والتلاشي والانتهاء المفاجئ للحرب الباردة بعد أربعة عقود من الخوف، وبداية الانتشار الواسع لوسائل الإعلام الجديدة مثل الإنترنت والبريد الإلكتروني، وزيادة الشكوك تجاه الحكومة. أدى تفكك الاتحاد السوفيتي في عام 1991 إلى إعادة تنظيم وتوطيد القوة الاقتصادية والسياسية عبر العالم وداخل البلدان. جلبت فقاعة الدوت-كوم (فقاعة الإنترنت) بين عامي 1997-2000 ثروة لبعض رواد الأعمال قبل انهيارها بين عامي 2000 و2001.
ظهرت صراعات عرقية جديدة في أفريقيا ودول البلقان، مما أدى إلى الإبادة الجماعية في رواندا والبوسنة. ظلت مؤشرات حلول التوترات بين إسرائيل والعالم العربي صعبة المنال، وذلك على الرغم من التقدم في اتفاقيات أوسلو. انتهت المشاكل في أيرلندا الشمالية في عام 1998 في وقت سلمي؛ وذلك مع توقيع اتفاق الجمعة العظيمة بعد 30 عامًا من العنف.

### عقد 2000
شهد الجزء الأول من العقد انطلاقة الصين العملاقة اقتصاديًا والمتوقعة منذ فترة طويلة، والتي حققت نموًا مزدوج الرقم خلال العقد بأكمله تقريبًا. استفادت الهند أيضًا من الازدهار الاقتصادي إلى حد أقل، والذي جعل أكثر دولتين من حيث عدد السكان قوة اقتصادية مهيمنة متزايدة. أثار اللحاق السريع بالاقتصادات الناشئة مع البلدان المتقدمة بعض التوترات الحمائية خلال هذه الفترة؛ وكان مسؤولاً بشكل جزئي عن زيادة أسعار الطاقة والغذاء في نهاية العقد. سيطر التدهور الاقتصادي العالمي على التطورات الاقتصادية في الثلث الأخير من العقد؛ وبدأ بأزمة الرهن العقاري في الولايات المتحدة في أواخر عام 2007، وأدى إلى إفلاس البنوك الكبرى والمؤسسات المالية الأخرى. أدى اندلاع هذه الأزمة المالية العالمية إلى حدوث ركود عالمي، إذ بدأ في الولايات المتحدة وأثر على معظم العالم الصناعي.
ساهم نمو الإنترنت في العولمة خلال هذا العقد، وسمح بتواصل أسرع بين الناس في جميع أنحاء العالم. نشأت مواقع التواصل الاجتماعي كطريقة جديدة للبقاء على اتصال مع الأشخاص بغض النظر عن مكان تواجدهم طالما كان لديهم اتصال بالإنترنت. كانت مواقع التواصل الاجتماعي الأولى فريندستير، وماي سبيس، وفيسبوك، وتويتر، والتي تأسست في الفترة بين عامي 2002 و2006. كان ماي سبيس أكثر مواقع التواصل الاجتماعي شعبية حتى يونيو عام 2009 حتى تجاوزه فيسبوك. استمر البريد الإلكتروني في الانتشار على مدار العقد، وبدأ في استبدال «البريد العادي» الورقي كطريقة أساسية لإرسال الرسائل إلى الأشخاص الموجودين في أماكن بعيدة.
بدأت الحرب على الإرهاب والحرب في أفغانستان بعد هجمات 11 سبتمبر في عام 2001. تشكلت المحكمة الجنائية الدولية في عام 2002، وغزا تحالف تقوده الولايات المتحدة العراق في عام 2003، وأدت حرب العراق إلى نهاية حكم صدام حسين كرئيس للعراق وحزب البعث العراقي. نفذت القاعدة والجماعات الإسلامية المتشددة التابعة لها أعمالًا إرهابية على مدار العقد. انتهت حرب الكونغو الثانية، الأكثر دموية منذ الحرب العالمية الثانية، في يوليو عام 2003. شملت الحروب الأخرى التي انتهت الحرب الأهلية الجزائرية، والحرب الأهلية الأنغولية، والحرب الأهلية في سيراليون، والحرب الأهلية الليبيرية الثانية، والحرب الأهلية النيبالية، والحرب الأهلية السريلانكية. شملت الحروب التي بدأت الصراع في دلتا النيجر، وتمرد الحوثيين في اليمن، وحرب المخدرات المكسيكية.
أصبح تغير المناخ والاحتباس الحراري من الاهتمامات المشتركة في العقد الأول من القرن الحادي والعشرين. حققت أدوات التنبؤ تقدمًا كبيرًا خلال العقد، واكتسبت المنظمات التي ترعاها الأمم المتحدة مثل اللجنة الدولية للتغيرات المناخية نفوذًا، وأثرت دراسات مثل تقرير ستيرن على الدعم العام لدفع التكاليف السياسية والاقتصادية لمواجهة تغير المناخ. استمرت درجة الحرارة العالمية في الارتفاع خلال العقد. أعلنت المنظمة العالمية للأرصاد الجوية في ديسمبر عام 2009 أن العقد الأول من القرن الحادي والعشرين ربما كان العقد الأكثر دفئًا منذ بدء تسجيل الأرقام القياسية في عام 1850؛ إذ حدثت أربع من آخر خمس سنوات تُعتبر الأكثر دفئًا منذ عام 1850 في هذا العقد. كررت وكالة ناسا والإدارة الوطنية للمحيطات والغلاف الجوي نتائج المنظمة العالمية للأرصاد الجوية لاحقًا.

### عقد 2010
بدأ العقد وسط أزمة مالية عالمية وما تلاها من ركود عالمي يعود تاريخه إلى عام 2007. أصبحت أزمة الديون السيادية الأوروبية الناتجة أكثر وضوحًا في وقت مبكر من العقد؛ واستمرت في التأثير على إمكانية حدوث انتعاش اقتصادي عالمي. أدت القضايا الاقتصادية، مثل التقشف والتضخم والزيادة في أسعار السلع الأساسية، إلى اضطرابات في العديد من البلدان، بما في ذلك حركة الاحتجاجات الإسبانية (حركة 15-م) وحركة احتلوا. تطورت الاضطرابات في بعض البلدان، ولاسيما الربيع العربي في العالم العربي، إلى ثورات في تونس ومصر والبحرين وكذلك حروب أهلية في ليبيا وسوريا واليمن. شهدت الأعراف الاجتماعية المتغيرة نموًا في حقوق المثليين وتمثيل المرأة في الحكومة.
واصلت الولايات المتحدة الاحتفاظ بقوتها العالمية العظمى، وكان المنافس الناشئ هو الصين بمبادراتها الاقتصادية الواسعة وإصلاحاتها العسكرية. سعت الصين إلى توسيع نفوذها في بحر الصين الجنوبي وفي أفريقيا، مما عزز مكانتها كقوة عالمية عظمى صاعدة. اندمجت المنافسة العالمية بين الصين والولايات المتحدة في جهد «احتواء» وحرب تجارية.
حسنت الكوريتان علاقاتهما بعد أزمة طويلة في أماكن أخرى من آسيا. استمرت الحرب على الإرهاب، واغتالت القوات الأمريكية أسامة بن لادن. أدى ظهور تنظيم الدولة الإسلامية في العراق والشام المتطرف في عام 2014 إلى محو الحدود بين سوريا والعراق، مما أدى إلى تدخل دولي عسكري ضد تنظيم الدول الإسلامية (داعش) شهد أيضًا مقتل أبي بكر البغدادي. انفصل جنوب السودان في أفريقيا عن السودان، وشهدت الاحتجاجات الجماهيرية والانقلابات المختلفة ترحيل رجال أقوياء لفترة طويلة. أصبح دونالد ترامب رئيسًا في الولايات المتحدة، ودعا إلى مبدأ «أمريكا أولاً»، وتقليل العلاقات مع حلف شمال الأطلسي وحلفاء آخرين، وبدأ حربًا تجارية مع الصين. هُزم خلال إعادة انتخابه في عام 2020، واستأنفت واشنطن علاقاتها التقليدية.
شهد الاتحاد الأوروبي أزمة مهاجرين في منتصف العقد واستفتاء بقاء المملكة المتحدة التاريخي ضمن الاتحاد الأوروبي، وتلاه مفاوضات الانسحاب خلال سنواته الأخيرة. أكدت روسيا نفسها في عهد الرئيس فلاديمير بوتين في الشؤون الدولية بضم شبه جزيرة القرم في عام 2014، والدخول في صراع في أوكرانيا وجورجيا. قمع بوتين المعارضة داخل روسيا.
تقدمت تكنولوجيا المعلومات مع انتشار الهواتف الذكية. شهد إنترنت الأشياء نموًا كبيرًا خلال عام 2010 بسبب التقدم في أجهزة الشبكات اللاسلكية، والهواتف المحمولة، والحوسبة السحابية. سمحت التطورات في معالجة البيانات ونشر النطاق العريض من الجيل الرابع للبيانات والمعلومات بالتشتت بين المجالات بوتيرة لم يسبق لها مثيل؛ بينما سهلت مصادر الإنترنت مثل وسائل التواصل الاجتماعي ظواهر مثل حركة أنا أيضًا؛ وظهور التراخي وثقافة ووك وثقافة الإلغاء. اكتسبت منظمة ويكيليكس غير الربحية عبر الإنترنت اهتمامًا دوليًا لنشرها معلومات سرية حول موضوعات من بينها خليج غوانتانامو، وسوريا، وحربي أفغانستان والعراق، ودبلوماسية الولايات المتحدة. كشف إدوارد سنودن التنصت العالمي، وزاد الوعي بشأن الدور الذي تلعبه الحكومات والكيانات الخاصة في المراقبة الجماعية وخصوصية مراقبة المعلومات.

### عقد 2020
تعثرت الظروف الاقتصادية قبل فيروس كورونا في عام 2020. ذكرت الأمم المتحدة:
انخفض نمو الناتج الإجمالي العالمي إلى 2.3%في عام 2019، وهو أدنى معدل منذ الأزمة المالية العالمية في الفترة بين عامي 2008-2009. يحدث هذا التباطؤ جنبًا إلى جنب مع الاستياء المتزايد من الجودة الاجتماعية والبيئية للنمو الاقتصادي وسط انتشار عدم المساواة وأزمة المناخ المتفاقمة.
انتشرت جائحة فيروس كورونا بسرعة في عام 2020 في أكثر من 200 دولة ومنطقة في العالم. تسبب هذا الوباء في اضطراب اقتصادي عالمي حاد، بما في ذلك أكبر ركود عالمي منذ الكساد الكبير. أدى ذلك إلى تأجيل أو إلغاء الأحداث الرياضية والدينية والسياسية والثقافية، ونقص الإمدادات على نطاق واسع، مما أدى إلى هلع الشراء، وانخفاض انبعاثات الملوثات وغازات الاحتباس الحراري. تملك العديد من البلدان عمليات إغلاق إلزامية على الحركة العامة، وكان هناك أكثر من 160 مليون حالة، مما أدى إلى وفاة أكثر من 3 ملايين شخص. تتمثل البلدان التي سجلت أكثر حالات الإصابة المؤكدة بفيروس كورونا بالبرازيل، وفرنسا، وألمانيا، والهند، وإيطاليا، وروسيا، وإسبانيا، وتركيا، والمملكة المتحدة والولايات المتحدة.